# Хроника Холодной войны (1968 год)
Хронология Холодной войны
- 1943
- 1944
- 1945
- 1946
- 1947
- 1948
- 1949
- 1950
- 1951
- 1952
- 1953
- 1954
- 1955
- 1956
- 1957
- 1958
- 1959
- 1960
- 1961
- 1962
- 1963
- 1964
- 1965
- 1966
- 1967
- 1968
- 1969
- 1970
- 1971
- 1972
- 1973
- 1974
- 1975
- 1976
- 1977
- 1978
- 1979
- 1980
- 1981
- 1982
- 1983
- 1984
- 1985
- 1986
- 1987
- 1988
- 1989
- 1990
- 1991

- 30 января: Начало Тетского наступления в Южном Вьетнаме.
- 12 марта: Маврикий становится независимым от Великобритании в соответствии со статусом Содружества.
- 18 марта: На юге Филиппин начинается Конфликт моро.
- 30 марта: Президент США Линдон Джонсон приостанавливает бомбардировки Северного Вьетнама и объявляет, что не баллотируется на переизбрание.
- 6 июня: Кульминация Борисоглебской провокации.
- 8 июня: Завершение Тетского наступления; в то время как наступление отбито, что означает американскую военную победу, это поднимает вопросы о военных шансах Америки во Вьетнаме.
- 17 июня: Начало второго коммунистического восстания в Малайзии.
- 1 июля: Подготовлен Договор о нераспространении ядерного оружия (ДНЯО).
- 17 июля: Абдул Рахман Ариф, тогдашний президент Ирака, был свергнут в результате переворота, организованного иракской баасистской партией. Революция в конечном итоге привела к установлению в Ираке баасистского правительства.
- 20 августа: Реформы Пражской весны в коммунистической Чехословакии привели к тому, что Советская армия и некоторые страны Организации Варшавского договора подавили чехословацкие протесты.
- 6 сентября: Свазиленд становится независимым от Великобритании.
- 3 октября: Перуанский генерал Хуан Веласко Альварадо свергает президента Фернандо Белаунде Терри в результате военного переворота.
- 12 октября: Экваториальная Гвинея становится независимой от Испании.
- 23 декабря: Капитан и команда корабля измерительного комплекса «Пуэбло» освобождены Северной Кореей.